# Mandelia mirocornata
Mandelia mirocornata is een slakkensoort uit de familie van de Mandeliidae. De wetenschappelijke naam van de soort is voor het eerst geldig gepubliceerd in 1999 door Valdés & Gosliner.